# Уилям Алън
На 10 февруари 1919 година  Уилям Алън от Тексас започва да служи като изпълнителен директор на „Бюрото за разследване“, предшественик на федералното бюро за разследване (ФБР). Преди неговото назначаване Алън е служи като асистент на Уар Медърс шеф на бюрото. Молбата на м-р Алън влиза в сила от 30 юни 1919 г., когато е заместен от Уилиам Дж. Флин.